# Ramulus bidentatus
Ramulus bidentatus är en insektsart som först beskrevs av Brunner von Wattenwyl 1907.  Ramulus bidentatus ingår i släktet Ramulus och familjen Phasmatidae. Inga underarter finns listade i Catalogue of Life.